# Grand Prix Francie 2022
Grand Prix Francie 2022 (oficiálně Formula 1 Lenovo Grand Prix de France 2022) se jela na okruhu Circuit Paul-Ricard ve Francie dne 24. července 2022. Závod byl dvanáctým v pořadí v sezóně 2022 šampionátu Formule 1.

## Kvalifikace
| Poř.                       | No. | Jezdec           | Konstruktér           | Časy v kvalifikaci | Časy v kvalifikaci | Časy v kvalifikaci | Pořadí na startu |
| Poř.                       | No. | Jezdec           | Konstruktér           | Q1                 | Q2                 | Q3                 | Pořadí na startu |
| -------------------------- | --- | ---------------- | --------------------- | ------------------ | ------------------ | ------------------ | ---------------- |
| 1                          | 16  | Charles Leclerc  | Ferrari               | 1:31.727           | 1:31.216           | 1:30.872           | 1                |
| 2                          | 1   | Max Verstappen   | Red Bull Racing-RBPT  | 1:31.891           | 1:31.990           | 1:31.176           | 2                |
| 3                          | 11  | Sergio Pérez     | Red Bull Racing-RBPT  | 1:32.354           | 1:32.120           | 1:31.335           | 3                |
| 4                          | 44  | Lewis Hamilton   | Mercedes              | 1:33.041           | 1:32.274           | 1:31.765           | 4                |
| 5                          | 4   | Lando Norris     | McLaren-Mercedes      | 1:32.672           | 1:32.777           | 1:32.032           | 5                |
| 6                          | 63  | George Russell   | Mercedes              | 1:33.109           | 1:32.633           | 1:32.131           | 6                |
| 7                          | 14  | Fernando Alonso  | Alpine-Renault        | 1:32.819           | 1:32.631           | 1:32.552           | 7                |
| 8                          | 22  | Júki Cunoda      | AlphaTauri-RBPT       | 1:33.394           | 1:32.836           | 1:32.780           | 8                |
| 9                          | 55  | Carlos Sainz Jr. | Ferrari               | 1:32.297           | 1:31.081           | No time            | 19               |
| 10                         | 20  | Kevin Magnussen  | Haas-Ferrari          | 1:32.756           | 1:32.649           | No time            | 20               |
| 11                         | 3   | Daniel Ricciardo | McLaren-Mercedes      | 1:33.404           | 1:32.922           |                    | 9                |
| 12                         | 31  | Esteban Ocon     | Alpine-Renault        | 1:33.346           | 1:33.048           |                    | 10               |
| 13                         | 77  | Valtteri Bottas  | Alfa Romeo-Ferrari    | 1:33.034           | 1:33.052           |                    | 11               |
| 14                         | 5   | Sebastian Vettel | Aston Martin-Mercedes | 1:33.285           | 1:33.276           |                    | 12               |
| 15                         | 23  | Alexander Albon  | Williams-Mercedes     | 1:33.423           | 1:33.307           |                    | 13               |
| 16                         | 10  | Pierre Gasly     | AlphaTauri-RBPT       | 1:33.439           |                    |                    | 14               |
| 17                         | 18  | Lance Stroll     | Aston Martin-Mercedes | 1:33.439           |                    |                    | 15               |
| 18                         | 24  | Čou Kuan-jü      | Alfa Romeo-Ferrari    | 1:33.674           |                    |                    | 16               |
| 19                         | 47  | Mick Schumacher  | Haas-Ferrari          | 1:33.701           |                    |                    | 17               |
| 20                         | 6   | Nicholas Latifi  | Williams-Mercedes     | 1:33.794           |                    |                    | 18               |
| 107% času vítěze: 1:38.148 |     |                  |                       |                    |                    |                    |                  |
| Zdroj:                     |     |                  |                       |                    |                    |                    |                  |

Vysvětlivky
1. 1 2  Carlos Sainz Jr. a Kevin Magnussen obdrželi penalizaci za překročení povolených komponent pohonné jednotky a museli startovat ze zadních pozic.
2. 1 2  Pierre Gasly a Lance Stroll zajeli v kvalifikaci stejné časy. Gasly byl klasifikován před Strollem, protože svůj čas zajel dříve.

## Závod
| Poř.                                                                | No. | Jezdec           | Konstruktér           | Počet kol | Čas/Odstoupení   | Pořadí na startu | Body |
| ------------------------------------------------------------------- | --- | ---------------- | --------------------- | --------- | ---------------- | ---------------- | ---- |
| 1                                                                   | 1   | Max Verstappen   | Red Bull Racing-RBPT  | 53        | 1:30:02.112      | 2                | 25   |
| 2                                                                   | 44  | Lewis Hamilton   | Mercedes              | 53        | +10.587          | 4                | 18   |
| 3                                                                   | 63  | George Russell   | Mercedes              | 53        | +16.495          | 6                | 15   |
| 4                                                                   | 11  | Sergio Pérez     | Red Bull Racing-RBPT  | 53        | +17.310          | 3                | 12   |
| 5                                                                   | 55  | Carlos Sainz Jr. | Ferrari               | 53        | +28.872          | 19               | 11   |
| 6                                                                   | 14  | Fernando Alonso  | Alpine-Renault        | 53        | +42.879          | 7                | 8    |
| 7                                                                   | 4   | Lando Norris     | McLaren-Mercedes      | 53        | +52.026          | 5                | 6    |
| 8                                                                   | 31  | Esteban Ocon     | Alpine-Renault        | 53        | +56.959          | 10               | 4    |
| 9                                                                   | 3   | Daniel Ricciardo | McLaren-Mercedes      | 53        | +1:00.372        | 9                | 2    |
| 10                                                                  | 18  | Lance Stroll     | Aston Martin-Mercedes | 53        | +1:02.549        | 15               | 1    |
| 11                                                                  | 5   | Sebastian Vettel | Aston Martin-Mercedes | 53        | +1:04.494        | 12               |      |
| 12                                                                  | 10  | Pierre Gasly     | AlphaTauri-RBPT       | 53        | +1:05.448        | 14               |      |
| 13                                                                  | 23  | Alexander Albon  | Williams-Mercedes     | 53        | +1:08.565        | 13               |      |
| 14                                                                  | 77  | Valtteri Bottas  | Alfa Romeo-Ferrari    | 53        | +1:16.666        | 11               |      |
| 15                                                                  | 47  | Mick Schumacher  | Haas-Ferrari          | 53        | +1:20.394        | 17               |      |
| 16                                                                  | 24  | Čou Kuan-jü      | Alfa Romeo-Ferrari    | 47        | Pohonná jednotka | 16               |      |
| Ret                                                                 | 6   | Nicholas Latifi  | Williams-Mercedes     | 40        | Kolize           | 18               |      |
| Ret                                                                 | 20  | Kevin Magnussen  | Haas-Ferrari          | 37        | Kolize           | 20               |      |
| Ret                                                                 | 16  | Charles Leclerc  | Ferrari               | 17        | Nehoda           | 1                |      |
| Ret                                                                 | 22  | Júki Cunoda      | AlphaTauri-RBPT       | 17        | Podlaha          | 8                |      |
| Nejrychlejší kolo: Carlos Sainz Jr. (Ferrari) – 1:35.781 (51. kolo) |     |                  |                       |           |                  |                  |      |
| Zdroj:                                                              |     |                  |                       |           |                  |                  |      |

Vysvětlivky
1. ↑  Včetně bodu navíc za nejrychlejší kolo.
2. 1 2  Čou Kuan-jü závod nedokončil, ale byl klasifikován, protože odjel více než 90% závodu. Také dostal penalizaci 5 sekund za způsobení kolise s Mickem Schumacherem, na jeho finální pozici to nemělo vliv.

## Průběžné pořadí po závodě
Pohár jezdců
|        | Pořadí | Jezdec           | Body |
| ------ | ------ | ---------------- | ---- |
|        | 1      | Max Verstappen   | 233  |
|        | 2      | Charles Leclerc  | 170  |
|        | 3      | Sergio Pérez     | 163  |
|        | 4      | Carlos Sainz Jr. | 144  |
|        | 5      | George Russell   | 143  |
| Zdroj: |        |                  |      |

Pohár konstruktérů
|        | Pořadí | Konstruktér          | Body |
| ------ | ------ | -------------------- | ---- |
|        | 1      | Red Bull Racing-RBPT | 396  |
|        | 2      | Ferrari              | 314  |
|        | 3      | Mercedes             | 270  |
| 1      | 4      | Alpine-Renault       | 93   |
| 1      | 5      | McLaren-Mercedes     | 89   |
| Zdroj: |        |                      |      |